# 登別室蘭インターチェンジ
登別室蘭インターチェンジ（のぼりべつむろらんインターチェンジ）は、北海道登別市緑町にある道央自動車道のインターチェンジ。
当ICから大沼公園方面は暫定2車線である。

## 歴史
- 1986年（昭和61年）10月9日 : 登別東IC - 登別室蘭IC間が開通[1]。
- 1991年（平成3年）10月25日 : 登別室蘭IC - 室蘭IC間が開通[2]。
- 2018年（平成30年）12月 : IC番号を「10」から「17」に変更[注 1]。

## 周辺
- 陸上自衛隊幌別駐屯地
- 登別すずらん病院
- 登別市総合体育館
- 北海道登別青嶺高等学校
- わかさいも本舗登別本店
- 登別地方高等職業訓練校
- キウシト湿原

## 接続する道路
- 直接接続
  - 国道36号
  - 北海道道144号登別室蘭インター線
  - 北海道道782号上登別室蘭線[5]

## 料金所
- レーン数：6

### 入口
- レーン数：2
  - ETC専用：1
  - 一般：1

### 出口
- レーン数：4
  - ETC専用：1
  - 一般：3

## 隣
E5 道央自動車道
(16)室蘭IC - 本輪西展望所（上り線（長万部方向）のみ） - (17)登別室蘭IC - 富浦PA - (18)登別東IC